# Ricardo Graça Mello
Ricardo Pêra Graça Mello (Rio de Janeiro, 7 de agosto de 1961) é ator e cantor brasileiro.

## Vida Pessoal
Filho da atriz Marília Pêra e do músico e ator Paulo Graça Mello, ficou órfão de pai aos 8 anos de idade. É neto dos atores Manuel Pêra e Dinorah Marzullo, bisneto da atriz Antônia Marzullo, sobrinho da atriz Sandra Pêra e meio-irmão das atrizes Esperança Pêra Motta e Nina. Por parte de pai, é neto do ator Graça Mello e sobrinho do produtor musical Guto Graça Mello.

## Carreira
Estreou aos 6 anos de idade em uma novela na Tupi e aos 17 anos, entrou para a banda Mistura Fina, formada por Nelson Motta, tocando ao lado de Lulu Santos, Liminha, e Arnaldo Brandão.
Em 1982 foi o Pepeu, no filme Menino do Rio do diretor Antônio Calmon. Neste famoso filme dos anos 80, muitos atores apareceram tais como os personagens principais Patrícia e Valente representados por Cláudia Magno e André di Biasi. Também neste filme aparecem Claudia Ohana, como Soninha namorada de Pepeu, Sergio Mallandro e Evandro Mesquita. Em 1982 participou do especial Pirlimpimpim, que interpretou "pedrinho". Em 1984, participou da sequência de "Menino do Rio", intitulado "Garota Dourada", que repetia parte do elenco do filme anterior. Em 2003 atuou na comédia teatral A Saga da Sra, Café. No ano seguinte protagonizou a peça O Jogo, onde interpretou seis personagens distintos, com direção de Tina Ferreira (filha de Bibi Ferreira). Em 2005 entrou no elenco do programa humorístico Zorra Total. Também gravou o DVD PLOC´S 80, ao lado de Rosana, Eduardo Dusek, Inimigos do Rei, Sylvinho Blau-Blau, acompanhados da Banda Perdidos na Selva. Em 2006 fez parte do Bando da Lua no musical Carmen Miranda, dirigido por Maurício Sherman. Fez participações no Zorra Total e shows. Em 2007 participou do Musical Infantil Um Lobo Nada Mau, direção de Marília Pêra. Depois fez o musical Noé Noé, dirigido por Ivaldo Bertazzo. Seguiu em 2009 com a peça infantil Um Lobo Nada Mau e com o show Carmen Miranda em Bossa nova. Fez parte, ainda, do elenco do humorístico Zorra Total.

### Televisão
| Ano  | Título            | Personagem  | Notas       |
| ---- | ----------------- | ----------- | ----------- |
| 1981 | Os Adolescentes   | Michel      | [ 2 ]       |
| 1982 | Pirlimpimpim      | Pedrinho    |             |
| 1983 | A Turma do Pererê | Índio Tinim | [ 3 ]       |
| 1984 | Pirlimpimpim 2    | Espelho     |             |
| 2013 | Pé na Cova        | Garnizé     | 2 episódios |

### Cinema
| Ano  | Título                                | Personagem        | Notas          |
| ---- | ------------------------------------- | ----------------- | -------------- |
| 1982 | Menino do Rio                         | Pepeu (Eurípedes) |                |
| 1984 | Areias Sagradas (Parábola em Ipanema) | Surfista          | Curta-metragem |
| 1984 | Garota Dourada                        | Kid               |                |
| 1999 | O Viajante                            | Zeca              |                |